# كارل فون روزنشتاين
كارل فون روزنشتاين (13 مايو 1766 - 2 ديسمبر 1836) هو أسقف كنيسة السويد في لينشوبينغ من 1809 إلى 1819 ورئيس أساقفة أوبسالا من 1819 إلى 1836.

## حياته
ولد روزنشتاين في أوبسالا. كان نجل الأستاذ صموئيل أوريفيليوس وآنا مارغريتا روزين فون روزنشتاين. كان ينتمي إلى طبقة النبلاء السويديين. كان لقب «فون روزنشتاين» هو اسم عائلة والدته الذي جاء من خلال التبني. كان جده لأمه أستاذ الطب بجامعة أوبسالا نيلز روزين فون روزنشتاين (1706-1773).
التحق بجامعة أوبسالا حيث درس الأدب الكلاسيكي أولاً ثم تبعه علم اللاهوت. في عام 1786 في سن العشرين دافع روزنشتاين عن درجة الدكتوراه. رُسم كاهنًا في عام 1791 بعد أن أصبح أستاذًا في جامعة بريموس وأستاذًا مشاركًا في اللاهوت عام 1790. في عام 1792 حصل على رخصة علم اللاهوت. شغل منصب محاضر في علم اللاهوت في جامعة أوبسالا، وترك في عام 1796 ليصبح قسًا في مقاطعة كوملا وهالسبرج. في عام 1809 عين أسقفًا لأبرشية لينشوبنج وفي عام 1819 رئيس أساقفة أوسالا. كان أيضًا عضوًا في الأكاديمية الملكية السويدية للعلوم من عام 1809 وفي الأكاديمية السويدية من عام 819.